# The Exploited
The Exploited est un groupe de punk rock écossais, originaire d'Édimbourg, en Écosse. À partir du classique punk rock des débuts, le groupe intègre rapidement des éléments de punk hardcore et de oi! à son jeu, faisant évoluer sa musique dans un registre rapide et nerveux. Depuis la fin des années 1980, le groupe incorpore des éléments de thrash metal à sa palette, renforçant encore le caractère brutal de sa musique.

## Biographie

### 1979–1989
La brutalité et la vitesse des morceaux font de ce groupe une des influences du mouvement thrash, inspirant entre autres Anthrax ou Nuclear Assault. Pour sa part, The Exploited dit s'inspirer du punk des années 1970 des Sex Pistols.
Au début des années 1980, le groupe devient une référence majeure du punk. En 1981, il sort son premier album, Punks Not Dead, qui monte à la 20e place des charts au Royaume-Uni, porté par plusieurs titres qui deviendront vite des hymnes punk : Cops Car, I Believe in Anarchy ou encore le célèbre Sex and Violence qui sera fréquemment repris en chœur par le public pendant les concerts du groupe. Le single Dogs of War atteint la 63e place des classements nationaux,,.
En 1982 sort Troops of Tomorrow, avec sa célèbre couverture post-apocalyptique. Les morceaux sont courts mais efficaces. Riffs nerveux, rythmes urgents, critiques acerbes des institutions politiques. Le morceau qui donne son titre à l'album est une reprise de The Vibrators, qui sera également repris par Bérurier noir sous le titre Les Rebelles (album Concerto pour détraqués, 1985). 
En 1983, le groupe récidive avec Let's Start A War... Said Maggie One Day. Thatcher et les initiatives politiques et militaires de son gouvernement sont expressément visées. C'est directement après cet album que Big John, l'impressionnant guitariste du groupe dont le surnom n'est pas usurpé, quitte le groupe, déclarant qu'il « en avait assez d'être exploité ». Mais le groupe ne se laisse pas décourager et reprend la route, ainsi que le chemin de studios. Horror Epics paraît en 1985. On trouve sur l'album une batterie électronique, détail plutôt étrange pour un groupe qui se revendique punk, mais d'autres groupes, faute de batteur ou par commodité pour les déplacements, en sont parfois réduits à la boîte à rythme, comme Bérurier Noir ou Ludwig von 88 en France.
Hormis ce léger détail, les compositions restent tout à fait dans le style des disques précédents. À noter que c'est à partir de cet album que le petit frère de Wattie, Willie Buchan, s'assoit derrière les fûts pour y tenir définitivement les baguettes.
À la fin des années 1980, le groupe commence à inclure des éléments de thrash metal à ses morceaux. L'album Death Before Dishonour est publié en 1987.

### Années 1990
En 1990, The Exploited publie The Massacre, un album de crossover thrash. Il est de loin l'album le plus vendu du groupe, qui publie ensuite l'album Singles Collection en 1993; ainsi que la vidéo Live in Japan cette même année. Leur album Beat the Bastards, authentique album de thrash metal, est publié en avril 1996.

### Années 2000

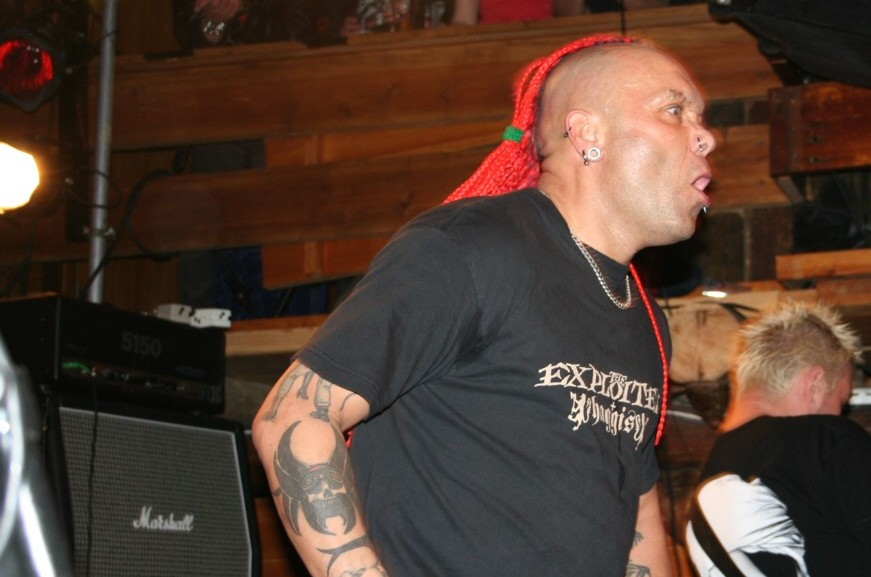
Wattie, sur scène en 2006.

En janvier 2003, le groupe publie l'album Fuck the System chez Dream Catcher Records puis tourne à partir du même mois au Royaume-Uni et aux États-Unis. Le 14 octobre 2003, près de 500 fans du groupe lancent une émeute à Montréal, au Canada, après l'annulation d'un de ses concerts, le groupe étant interdit de séjour dans le pays,,. Pour le détail, les émeutiers incendieront huit voitures et briseront onze vitrines, causant par ailleurs d'autres dégâts,. À la suite de cette émeute, The Exploited seront déclarés persona non grata à Mexico .

### Années 2010
En 2012, Wattie Buchan annonce qu'un nouvel album est prêt.
En février 2014, il subit sa première attaque cardiaque lors d'une performance à Lisbonne, durant la tournée Taste of Chaos avec Hatebreed et Napalm Death. Il est hospitalisé et mis sous traitement.
Le groupe signe ensuite un contrat avec Nuclear Blast Records, et la plupart des albums sont réédités durant l'année. Le groupe confirme également l'arrivée d'un nouvel album, le premier depuis une décennie,. Après une longue année de convalescence, Wattie Buchan remonte sur scène mais le 7 avril 2017, il est de nouveau hospitalisé d'urgence en Belgique durant la tournée où son groupe partage la tête d'affiche avec The Casualties.

## Polémiques sur les tendances politiques de Wattie Buchan
Le groupe, et singulièrement son chanteur, sont régulièrement dénoncés par de nombreux collectifs punks ou autres militants antifascistes, pour des tendances politiques supposément d'extrême droite. Sont notamment cités à l'appui de ces accusations : un tatouage de svastika / croix gammée sur Wattie, son amitié pour le défunt néo-nazi Ian Stuart, des déclarations troubles à tendances racistes (à l'égard des Pakistanais ou des Mexicains) et nationalistes (sur la question des Iles Malouines) ou homophobes (à l’égard de Jello Biafra),. Le groupe nie ces accusations et évoque plutôt son apolitisme et l'art de la provocation, mais peine à convaincre une grande partie des scènes et milieux punks et alternatifs. 

## Style musical
The Exploited est catégorisé punk rock, thrash metal speed metal, crossover thrash,, punk metal, punk anarchiste, punk hardcore,, street punk,,, et oi!,,,,.

## Membres

### Membres actuels
- Wattie Buchan - chant (depuis 1979)
- Wullie Buchan - batterie (1983-1989 et depuis 1991)
- Stevie Campbell - Guitare (Depuis 2020)
- Robert Halkett (Irish Rob) - basse (depuis 2004)

### Anciens membres
- Terry Buchan - chant (1979)
- Stevie Ross - guitare (1979)
- Stevie « Hayboy » Hay - guitare (1979–1980, décédé)
- Big John Duncan (Jeff le Rennais) - guitare (1980–1983)
- Karl « Egghead » Morris - guitare (1983–1985)
- Mad Mick - guitare (1985)
- Nig (Nigel Swanson) - guitare (1986–1988, décédé)
- Gogs (Gordon Balfour) - guitare (1989–1991)
- Fraz (Fraser Rosetti) - guitare (1991–1995)
- Jamie Buchan - guitare (1995–1996)
- Arf (Arthur Dalrymple) - guitare (1996–2001)
- Gav Little - guitare (2007–2008)
- Tommy Concrete - guitare (2011–2012)
- Matt Justice - guitare (2008–2011, 2013–2016)
- Robby Davidson (Steedo) - guitare (2001-2007, 2016-2020)
- Alan Paget - basse (1979)
- Colin Erskine - basse (1979)
- Mark Patrizio - basse (1979–1980)
- Gary McCormack - basse (1980–1983)
- Billy Dunn - basse (1983–1984, 1996–1997)
- Wayne Tyas - basse (1984–1985, 1986)
- « Deptford » John Armitage - basse (1985–1986)
- Tony Lochiel - basse (1986–1987)
- Smeeks (Mark Smellie) - basse (1987–1993)
- Jim Gray - basse (1993–1996)
- Andy Lenihan - basse (1997 (Beat the Bastards Tour)
- Mikie Jacobs - basse (1996–2002, décédé)
- Eddie Meehan - basse (2002)
- Arf (Arthur Dalrymple) - basse (2002)
- Davey (Dave Peggie) - basse (2002–2003)
- Andy McNiven - batterie (1978)
- Paul Gill - batterie (1979)
- Jimbo - batterie (1979)
- Glen « Dru Stix » Campbell - batterie (1979–1982, décédé)
- Danny Heatley - batterie (1982)
- Steve Roberts - batterie (1982–1983)
- Tony Warren - batterie (1989–1991)
- Robby Davidson (Steedo) -  (2001-2007, depuis 2016)

## Discographie

### Albums
- 1981 : Punks Not Dead
- 1982 : Troops of Tomorrow
- 1983 : Let's Start a War...(Said Maggie One Day)
- 1985 : Horror Epics
- 1987 : Death Before Dishonour
- 1990 : The Massacre
- 1996 : Beat the Bastards
- 2003 : Fuck the System

### Albums live
- 1981 : On Stage
- 1981 : Apocalypse Tour
- 1989 : Live Lewd Lust
- 1994 : Live in Japan